# Luiz de Deus
Luiz Barbosa de Deus (Brejo Grande, 5 de junho de 1938 – Paulo Afonso, 23 de maio de 2025) foi um médico, pecuarista e político brasileiro, filiado ao Partido Social Democrático. Já foi prefeito de Paulo Afonso, deputado estadual da Bahia por quatro mandatos e deputado federal por um mandato. Foi eleito novamente prefeito de Paulo Afonso em 2016 e reeleito em 2020.

## Biografia
Filho de Celidone Válido de Deus e Carlina Barbosa de Deus, cursou o primário na Escola Rural e o ginásio no Ginásio Diocesano, em Penedo, e no Ginásio Jackson Figueiredo, em Aracaju, e o secundário no Colégio Nossa Senhora da Vitória Marista, em Salvador, 1958.
Formou-se em Medicina pela Universidade Federal da Bahia no ano de 1964, com pós-graduação em Cirurgia no Hospital das Clínicas da UFBA. Em 1979, fez um curso de técnicas cirúrgicas abdominais e de cirurgias vasculares, no Amphithéâtre L'Anatomie des Hôpitaux, em Paris, tendo como professor Christian Cabrol, no ano de 1979. No mesmo ano, presta estágio no Center de Chirurgie Digestive do Hospital Saint-Antoine.
Exerceu vários cargos no Hospital Nair Alves de Souza, em Paulo Afonso, como os de chefe da Clínica Cirúrgica, do serviço de Cirurgia, do Serviço Médico Hospitalar e o de diretor, de 1975 a 1985.
Casado com Juvandir Tenório Barbosa de Deus, teve cinco filhos: Celidone Luiz, Carlina Maria, Paulo Rodrigo, Luiz Antônio e Flávia Maria.

## Carreira Política
- 1985: filia-se ao Partido da Frente Liberal.
- 1988: eleito prefeito de Paulo Afonso.
- 1994: eleito deputado estadual da Bahia.
- 1998: reeleito deputado estadual da Bahia.
- 2002: novamente reeleito deputado estadual da Bahia, com 53 526 votos.[4]
- 2006: novamente reeleito deputado estadual, com 59 556 votos.[5]
- 2010: candidato a deputado federal pelo Democratas fica na primeira suplência. Obteve 53 351 votos.[6]
- 2013: assume mandato com a eleição de Antônio Carlos Magalhães Neto para prefeito de Salvador.[7]
- 2015: filia-se ao Partido Social Democrático.
- 2016: eleito prefeito de Paulo Afonso, com 24.484 votos (43,29% dos votos válidos).[2]
- 2020: Reeleito Prefeito de Paulo Afonso, com 23.015 votos (39,66% dos votos válidos).[8]